# Akylbek Japarov
Akylbek Japarov est un homme politique kirghize né le 14 septembre 1964 à Balyktchy. Il est président du cabinet des ministres et chef de cabinet de la présidence de la République du 12 octobre 2021 au 16 décembre 2024.

## Biographie
Il est né le 14 septembre 1964 à Balyktchy.
Il est député de 2000 à 2005,, puis ministre de l'Économie et des Finances de 2005 à 2007, ministre du Développement économique et du Commerce de 2007 à 2009 et premier vice-Premier ministre de 2009 à 2010.
Le 1er juin 2021, il est nommé vice-président du cabinet des ministres et ministre de l'Économie et des Finances. Le 12 octobre suivant, il est nommé président du cabinet des ministres par intérim et chef de cabinet de la présidence de la République, avant d'être confirmé dans ses fonctions le lendemain.
Bien qu'ils aient le même nom de famille et sont alliés au gouvernement, Akylbek Japarov n'est pas apparenté au président Sadyr Japarov, déclarant: « il y a autant de Japarov au Kirghizistan que de Petrov en Russie ».

## Vie personnelle
Le fils d'Akylbek Japarov, Maksat, se marie le 25 décembre 2021 à Begimay Jeenbekova, fille d'Asylbek Jeenbekov et nièce de Sooronbay Jeenbekov.